# Trifó d'Alexandria (gramàtic)
Trifó d'Alexandria, en llatí Tryphon, en grec antic Τρύφων, fill d'Ammoni, fou un gramàtic i poeta que va viure abans i durant el regnat d'August. L'enciclopèdia Suides dona una llarga llista de les seves obres en tots els camps de la gramàtica. Una llista completa de les obres es troba a Fabricius (Bibliotheca Graeca, volum 6. p. 351, i volum 1. p. 526).